# Semiothisa buettikeri
Semiothisa buettikeri là một loài bướm đêm trong họ Geometridae.